# Auguste och Louis Lumière

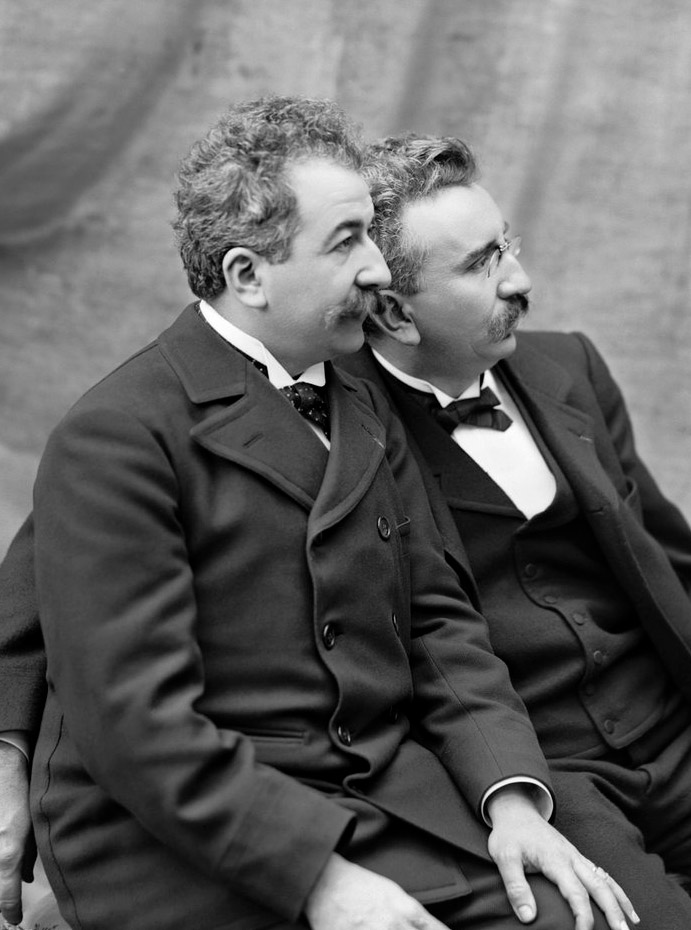
Bröderna Auguste (t.v) och Louis Lumière.

Bröderna Lumière – Auguste Marie, född 19 oktober 1862 i Besançon, död 10 april 1954 i Lyon, och Louis Jean, född 5 oktober 1864 i Besançon, död 6 juni 1948 i Bandol – är skaparna av den moderna filmen. Rörliga bilder hade förekommit redan tidigare men Auguste och Louis Lumière lyckades förbättra filmkvaliteten väsentligt. Framförallt lyckades man få en stabil bild och så starkt ljus att man kunde visa filmen på en vit vägg, där film tidigare hade krävt att man tittade på filmen en person i taget med ett så kallat kinetoskop.

## Historik
År 1883 anlade de en fabrik för tillverkning av fotografiska plåtar i Lyon, vilken efterhand växte ut till en av världens största fabriker för framställning av fotografiskt material.
Bröderna anordnade en privat visning för en mindre åskådarskara den 22 mars 1895. Den första visningen för allmän, betalande publik hölls den 28 december 1895, vilket därför allmänt brukar anses som filmens födelsedag. Man visade ett antal kortfilmer inklusive L'Arrivée d'un train en gare de la Ciotat (Tåget ankommer Ciotats station) och Arbetarna lämnar Lumières fabrik i Lyon. Filmvisningen ägde rum på Grand café i Paris.
Brödernas far Antonie var stillbildsfotograf och det var han som förde in dem i filmens värld. Fadern såg till att bröderna började studera på La Martiniere, Lyons största tekniska skola.
År 1903 fick bröderna Lumière patent på Autochromeprocessen, den första praktiskt användbara färgbildstekniken (enstaka experiment hade gjorts tidigare med flerfaldiga exponeringar med olika filter). Autochrome började marknadsföras 1907 och var den enda färgprocessen ända till 1935, då Kodak lanserade Kodachrome. 1897 användes bröderna Lumières kinematograf för filmvisningar på Stockholmsutställningen och i samband med detta tillkom de första svenska filmerna.

## Tidig färgfilm
Bröderna Lumiérè ansåg att ”Biografer var en innovation utan framtid” och vägrade därför sälja sin kamera till filmskapare som George Méliès. Detta var något som upprörde många inom filmvärlden. Brödernas roll inom just film blev kort, eftersom de arbetade med färgfotografi parallellt med filmfotografi. Under 1890-talet arbetade de med ett antal experiment med färgfotografi vilket inkluderade Lippmann-processen och deras eget bikromatbehandlade klister, en subtraktiv färgprocess som visades upp i samband med världsutställningen i Paris år 1900.
Deras sista process marknadsfördes av Bröderna under visningen men succé fick de vänta med. 1903 skapade de den en ytterligare färgfotografisk process, autokrommetoden även kallad färgrastermetoden som de lanserade på marknaden 1907 fick fart på den fotografiska eran. Bröderna Lumiérès innovation kom att spela stor roll för fotografiska produkter och under 20-talet var de den största producenten i Europa. Företaget Lumière slogs samman med det brittiska företaget Ilford och kom att heta Ilford Photo fram till 2004 då företaget gick i konkurs.

## Utmärkelser
Asteroiden 775 Lumière är uppkallad efter de båda bröderna